# ما وراء نظرية المعرفة
ماوراء نظرية المعرفة (بالإنجليزية: Metaepistemology) فرع من نظرية المعرفة وما وراء الفلسفة الذي يدرس الافتراضات الأساسية التي قُدمت في المناقشات الدائرة في نظرية المعرفة، بما في ذلك تلك المتعلقة بوجود وسلطة الحقائق والأسباب المعرفية، وطبيعة وهدف نظرية المعرفة، ومنهجية نظرية المعرفة.